# كلاجان سادات
كلاجان سادات (بالفارسية: کلاجان سادات) هي قرية تقع في غلستان في إيران. يقدر عدد سكانها بـ 218 نسمة بحسب إحصاء 2016.